# Pimpinella filipedicellata
Pimpinella filipedicellata là một loài thực vật có hoa trong họ Hoa tán. Loài này được S.L. Liou miêu tả khoa học đầu tiên năm 1990.